# KillerLady
KillerLady (kor. 조폭 마누라 3, internationaler Titel: englisch My Wife Is a Gangster 3) ist eine koreanisch-chinesische Actionkomödie mit Slapstick- und Martial-Arts-Elementen des Regisseurs Cho Jin-gyu aus dem Jahr 2006. Die Inszenierung ist nach My Wife Is a Gangster (2001) und My Wife Is a Gangster 2 (2003) der dritte Teil einer kommerziell erfolgreichen Filmreihe, der inhaltlich nur rudimentäre Bezüge zu den Vorgängern hat. Hauptdarstellerin Shu Qi ersetzt Shin Eun-kyung aus den vorangegangenen Teilen.

## Handlung
Im Hongkong der Gegenwart kommt es immer wieder zu Feindseligkeiten zwischen zwei rivalisierenden Triadenbanden. Dies nutzt der kahlköpfige und skrupellose Jwa Guk Choong, Mitglied der Schwarzen Drachen, um im Geheimen die Führerschaft der eigenen kriminellen Vereinigung an sich zu reißen. Der gewiefte Taktiker heuert zunächst eine namenlose Auftragsmörderin an, um sich des alternden Oberhauptes der Organisation zu entledigen. Anschließend lässt er es so aussehen, als ob Aryong Lim, Tochter des konkurrierenden Triadenbosses der Hwabaekryun-Bande, das Attentat verübt hätte. Sein Plan geht zunächst auf. Die Witwe und die Hinterbliebenen wollen Genugtuung. Als neuer Anführer der Schwarzen Drachen soll Jwa den Tod seines Paten rächen. Ein Bandenkrieg mit dem gegnerischen Syndikat steht unmittelbar bevor. Lim, der besorgte Vater der Beschuldigten und mächtigster Gegenspieler des Ermordeten, fürchtet fortan um die Sicherheit der attraktiven Tochter. Aryong soll für eine gewisse Zeit ins Ausland. Die kampferprobte Frau entschließt sich ins benachbarte Südkorea zu einem langjährigen Geschäftsfreund des Vaters zu gehen, dem Chef einer befreundeten Organisation.
In Seoul wird sie unter die Aufsicht des charismatischen Kleinkriminellen Ki-chul und dessen zwei Handlangern gestellt. Ki-chul soll sich um den Gast aus Hongkong kümmern und gleichzeitig für deren Sicherheit garantieren. Da die drei Koreaner allerdings kein Kantonesisch sprechen, stellen sie die schüchterne Übersetzerin Yon-hi ein, die alsbald mit absichtlichen Übersetzungsfehlern für reichlich Verwirrung sorgt. Aryong ist sofort dem ständigen Machtgehabe Ki-chuls ausgesetzt, der die Fertigkeiten der zierlichen Frau unterschätzt. Irgendwann bemerkt er, dass seine Schutzbefohlene trotz ihres zarten Äußeren durchaus imstande ist, sich selbst zu verteidigen. Die Stimmung der drei Kleingangster schlägt urplötzlich in pure Angst um. Zeitgleich gewinnt Yon-hi an Selbstbewusstsein, da nur sie mit der Ausländerin kommunizieren kann. Aryong verfolgt eigene Interessen, nämlich die Suche nach ihrer koreanischen Mutter. Unterstützung erhält sie dabei von Ki-chul, dem sie zuvor bereitwillig bei einer Auseinandersetzung um die Vormachtstellung innerhalb des hiesigen Syndikats half. Ki-chul und seine Helfer finden irgendwann Aryongs Mutter, obgleich eine richtige Kontaktaufnahme ausbleibt. Inmitten der ganzen Geschehnisse keimt trotz der Sprachbarriere eine zarte Liebelei zwischen Ki-chul und Aryong auf.
Zeitlich versetzt überschlagen sich die Ereignisse in Hongkong. Die Schwarzen Drachen werden unter Jwa immer rücksichtsloser. Ein Bandenkrieg tobt und Lim, Aryongs Vater, wird bei einem Mordanschlag schwer verletzt. Jwa entsendet seine gefürchtete Auftragsmörderin nach Seoul, wo sie alsbald auf Aryong trifft, die die schwarzgekleidete Attentäterin nebst Helfern nach einem kurzen Kampf liquidiert.
Zurück in Hongkong besucht Aryong ihren Vater, der kurz nach ihrem Eintreffen seinen Verletzungen erliegt. Die neue Anführerin der Hwabaekryun-Gruppe schwört Rache und richtet nahezu im Alleingang die Verantwortlichen der Intrige hin, darunter auch Jwa. Am Ende des Films reist Ki-chul seiner Angebeteten in die ehemalige Kronkolonie nach, obgleich er nicht weiß, was Aryong empfindet. In der letzten Szene des Films finden die beiden zusammen.

## Hintergründe
Der erste Beitrag dieser Reihe, der ebenfalls unter der Regie Cho Jin-gyus entstand, war in Korea einer der erfolgreichsten Filme des Jahres 2001 mit über fünf Millionen Zuschauern. Die beiden Nachzügler waren hingegen weniger erfolgreich.
KillerLady, dessen Produktionskosten schätzungsweise bei neun Millionen US-Dollar lagen, startete am 28. Dezember 2006 in den Lichtspielhäusern Südkoreas. Den Film sahen über 1,4 Millionen Zuschauer.

## Kritiken
Das Lexikon des internationalen Films schrieb, die „bemüht witzige Actionkomödie“ leide am Austausch der Hauptdarstellerin und lasse zudem „Charme und Tempo vermissen“. „Amüsant“ sei allenfalls die „Sprachverwirrung zwischen dem Gast aus Hongkong und den koreanischen Gastgebern, die für einige Unstimmigkeiten“ sorge.